# 1623 a tudományban
Az 1623. év a tudományban és technikában.

## Számítástechnika
- Wilhelm Schickard fogaskerék-meghajtású számológépet készít.

## Születések
- június 19. - Blaise Pascal francia matematikus és filozófus